# J频道

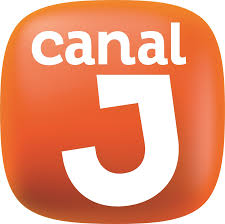
J频道的标志

J频道（法語：Canal J）為法國的一家電視台，專門播放動畫及兒童節目。

## J频道曾播放的節目
- 至NET奇兵
- 無尾熊神探（Archibald the Koala）
- 龍隱俠
- 船槳男孩（Kid Paddle）
- 太空牛仔（Malo Korrigan）
- 長尾豹歷險記、長尾馬修（Marsupilami）
- 校園神兵（Martin Mystery）
- 肥貓大戰三小強（Oggy and the Cockroaches）
- Ozie Boo!
- 莎賓娜小魔女（Sabrina，the Animated Series）
- Skyland（Skyland，The New World）
- 奇炫少女組（Trollz）
- 寶貝萬歲（Viva Piñata）
- 遊戲王
- 古代王者 恐龍王（Dinosaur King）
- Sonic Boom